# زانيكلية أشرسونية
زانيكلية أشرسونية (الاسم العلمي:Zannichellia aschersoniana) هي نوع من النباتات تتبع جنس الزانيكلية من الفصيلة المزمارية.